# Lhuna
Singles de Coldplay
Lost!
(2008) Life in Technicolor II
(2009)
Lhuna est une chanson du groupe de rock britannique Coldplay en collaboration avec la chanteuse australienne Kylie Minogue. Le single est sorti le 1er décembre 2008, uniquement en téléchargement.